# 峰方村
峰方村（みねかたむら）は、かつて新潟県東頸城郡にあった村。

## 沿革
- 1889年（明治22年）4月1日 - 町村制施行に伴い東頸城郡蓬平村、会沢村、清水村、桐山村が合併し、峰方村が発足。
- 1901年（明治34年）11月1日 - 東頸城郡松平村、伊沢村と合併し、松代村となり消滅。
- 1954年（昭和29年）10月1日 - 松代村が町制施行し松代町となる。
- 1956年（昭和31年）1月1日 - 松代町から旧村域の大字清水（一部）が分離され刈羽郡高柳町に編入。